# Lhota Rapotina (zámek)
Lovecký zámeček Lhota Rapotina pochází z roku 1833, kdy si jej nechali postavit Ditrichštejnové, majitelé nedalekého města Boskovice.
Zámeček je situovaný 1 km západně od silnice II/374 Boskovice – Rájec-Jestřebí, nedaleko boskovických zahrádek. Zámek je vystaven v empírovém slohu. Po vybudování sloužil jako lovecké sídlo avšak v druhé polovině 19. století je již využíván jen jako hájovna. V dnešní době je v soukromém vlastnictví.